# رودلف نوریف
رودُلف خامِتُویچ نوریِف (به روسی: Рудо́льф Хаме́тович Нуре́ев) (زادهٔ ۱۷ مارس ۱۹۳۸، ایرکوتسک، شوروی — درگذشتهٔ ۶ ژانویه ۱۹۹۳، پاریس، فرانسه) رقصنده باله و طراح رقص اهل اتحاد جماهیر شوروی بود. وی به‌عنوان یکی از مشهور و موفق‌ترین رقصنده‌های باله شناخته شده و لقب "سالار رقص" را در فرهنگ توده به‌دست آورد.
نوریف برای پرش‌های بلند و چرخش‌های سریع خود شناخته می‌شد و در طول فعالیت حرفه‌ای خود توانست جایگاه رقصندگان مذکر را احیا کند  در زمینه طراحی رقص نیز تهیه‌کنندهٔ بازآفرینی‌هایی از آثار کلاسیک هم‌چون دریاچه قو، جیزل و رقصنده معبد بود.
نوریف تمام سال‌های اوج فعالیت حرفه‌ای خود را در غرب (اروپا) گذراند. هرچند که کی‌جی‌بی به دلایل سیاسی با او دشمنی ورزید و چندین بار تلاش کرد او را دستگیر کرده و به شوروی بازگرداند، اما در این راه ناموفق بود.

## زندگی

### سال‌های آغازین
رودلف نوریف در قطاری از راه‌آهن سراسری سیبری در نزدیکی ایرکوتسک سیبری اتحاد شوروی و زمانی که مادر او به قصد دیدن پدرش به ولادی‌وستوک می‌رفت، به دنیا آمد. وی تنها فرزند پسر یک خانواده باشقیر–تاتار در روستایی در نزدیکی اوفا در باشقیرستان بود. نوریف نخستین‌بار زمانی به رقص علاقه‌مند شد که همراه با مادر و خواهرهایش به تماشای اپرایی رفته بود. در کودکی توسط اطرافیانش به رقصیدن در اجراهای محلی باشقیری تشویق شد. زمانی که معلم‌هایش توانایی او را دیدند به وی توصیه کردند در سن پترزبورگ دوره ببیند. نوریف برای ورود به گروه اپرای تالار بولشوی امتحان داد و پذیرفته شد. اگرچه او احساس می‌کرد مدرسه باله مارینسکی بهتر است، پس عازم لنینگراد شد و در ۱۷ سالگی به مدرسه باله لنینگراد پیوست و زیر نظر الکساندر پوشکین تعلیم یافت.

## مرگ
نوریف در سال ۱۹۸۴ متوجه شد که به بیماری ایدز مبتلا است. وی نخست این بیماری را جدی نمی‌گرفت. در ۱۹۹۲ بیماری پیشرفت زیادی کرده بود. نوریف در ۲۰ نوامبر ۱۹۹۲ در بیمارستان بستری شد و چند هفته بعد در ۵۴ سالگی درگذشت.